# فالكنبرغ إلستر
فالكنبرغ الشتر (بالألمانية: Falkenberg/Elster) هي مدينة و بلدة ألمانية تقع في ألمانيا في براندنبورغ.  يقدر عدد سكانها بـ 7,627 نسمة .

## توأمة
لفالكنبرغ إلستر اتفاقيات توأمة مع:
- فاربورغ